# Município de Hartland (condado de Huron, Ohio)
O município de Hartland (em inglês: Hartland Township) é um município localizado no condado de Huron no estado estadounidense de Ohio. No ano de 2010 tinha uma população de 1.112 habitantes e uma densidade populacional de 16,47 pessoas por km².

## Geografia
O município de Hartland encontra-se localizado nas coordenadas 41° 11′ 04″ N, 82° 28′ 50″ O. Segundo a Departamento do Censo dos Estados Unidos, o município tem uma superfície total de 67.53 km², da qual 67,39 km² correspondem a terra firme e (0,2 %) 0,14 km² é água.

## Demografia
Segundo o censo de 2010, tinha 1.112 pessoas residindo no município de Hartland. A densidade populacional era de 16,47 hab./km².